# Cyperus chrysocephalus
Cyperus chrysocephalus là một loài thực vật có hoa trong họ Cói. Loài này được (K.Schum.) Kük. mô tả khoa học đầu tiên năm 1921.